# Vườn quốc gia Bou-Hedma
Vườn quốc gia Bou-Hedma là một vườn quốc gia tọa lạc ở Sidi Bouzid và Gafsa, trung bộ của Tunisia. Đây là một trong những khu vực thảo nguyên cuối cùng của Bắc Phi, đồng thời là nhà của nhiều loài động thực vật hoang dã có nguy cơ tuyệt chủng như Keo, Linh dương Ai Cập, Cừu Barbary, Đà điểu châu Phi, Linh dương Dama và đặc biệt là loài Linh dương sừng xoắn châu Phi được cho là đã biến mất ở Tunisia kể từ thế kỷ 17 và 18 được tái phát hiện vào những năm 1990. Vườn quốc gia nằm trong danh sách Di sản dự kiến của UNESCO từ năm 2008.